# Euteloida basalis
Euteloida basalis är en stekelart som beskrevs av Burks 2004. Euteloida basalis ingår i släktet Euteloida och familjen puppglanssteklar. Inga underarter finns listade i Catalogue of Life.